# Yuki Kato
Yuki Kato (née Yuki Anggraini Kato le 2 avril 1995 au Java oriental (Indonésie) est une actrice Indonésienne. Elle s'est fait connaître dans le soap opera Primates Beautiful et a incarné le personnage principal dans la série Heart and My Love.

## Filmographie

### Cinéma
| Année | Film              | Rôle    | Réalisateur(s) |
| ----- | ----------------- | ------- | -------------- |
| 2008  | Basahhh...        | himself | none           |
| 2013  | Operation Wedding | himself | Windi          |
| 2015  | This is Cinta     | himself | Rachel         |

### Télévision
- Inikah Rasanya (est-ce qu'il)
- Matahariku (mon soleil)
- Primata Cantik
- Heart (series 1)
- My Love
- Pelangi-pelangi Cinta
- Pintu Hidayah
- 3 Pengantin Untuk Ayahku
- Arti Sahabat
- Gol-Gol Fatimah
- Dia atau Diriku
- Cahaya Gemilang
- Cinta Cenat Cenut 3
- Heart Series 2
- Namaku Mentari
- Monyet Cantik
- Arti Sahabat Musim Kedua